# Paragon Belial
Paragon Belial ist eine deutsche Black-Metal-Band aus Mönchengladbach.

## Geschichte
Nach dem Ausstieg bei der deutschen Dark-Metal-Band Bethlehem gründete Andreas Classen alias Andras Necropest im Jahre 1994 die Band Paragon Belial. Der Bandname stammt von dem gleichnamigen Song der Band Darkthrone. Noch im selben Jahr holte er sich den Gitarristen Ralph und den Schlagzeuger Zahgurim zur Seite. Bereits im ersten Jahr erschien das Demo Hordes of the Darklands, welches mittelmäßige Erfolge feierte. 1996 folgte das erste Album, ebenfalls Hordes of the Darklands betitelt, bei dem Label Folter Records.
Kurze Zeit später beschlossen die Bandmitglieder, das Projekt aufgrund von Meinungsunterschieden aufzugeben. Im Jahre 2000 erweckte Gitarrist Ralph das Projekt zu neuem Leben. Zusammen mit Schlagzeuger Zahgurim spielten sie das Demo Believe Was Punished by God ein, das auch unter dem alten Label vertrieben wurde. Wenige Wochen später startete Ralph jedoch einen Widerruf und ließ das Demo vom Markt nehmen, da er der Meinung war, dass die darauf enthaltenen Lieder ohne den Gründer Andreas Classen nichts mit Paragon Belial gemein hätten.
Erst im Jahre 2005 schlossen sich alle Gründungsmitglieder wieder zusammen, um an neuen Liedern zu arbeiten. So entstand 2007 das Demo Nosferathu Sathanis – Promo 2007 und ein Jahr später, über das Label Black Light Music, das zweite Album Nosferathu Sathanis. Wenige Tage später wurde vom Label eine Kompilation unter dem Namen Dying Under the Wings of Satan veröffentlicht, auf der beide Alben in Form eines Digipaks vertrieben wurden. Das Album feierte große Erfolge, wodurch eine Tour durch Deutschland, die Niederlande, Frankreich und Österreich folgte.
Im Anschluss durchlief die Band mehrere Line-Up-Wechsel. 2011 verließ Schlagzeuger Zahgurim die Band und wurde im selben Jahr durch Simon „BloodHammer“ Schilling (Marduk, ex-Belphegor, Panzerchrist etc.) ersetzt. Doch auch dieser verließ 2013 die Band aus privaten Gründen. An seine Stelle trat Emperor Symorth I. (ex-Jack Slater), der noch im selben Jahr die Band wieder verließ. Auch Gründungsmitglied Ralph entschloss sich aus der Band auszutreten. An der Gitarre wurde daraufhin Irmalath (Shredhammer) verpflichtet. Dieser holte auch 2014 seinen damaligen Bandkollegen André Hullmann (ex-Shredhammer), alias Rhabbazz,  als neuen Schlagzeuger zu Paragon Belial. Bereits 2015 verließ Irmalath aus privaten Gründen das Trio wieder. Seit 2015 spielt Thyrannoizer die Gitarre. Mit dieser Besetzung wurde im Herbst 2017 das 3. Studioalbum Necrophobic Rituals, unter dem Label Northern Fog Records, veröffentlicht.

## Diskografie
- 1994: Hordes of the Darklands (Demo)
- 1996: Hordes of the Darklands (Album, Folter Records)
- 2001: Believe Was Punished by God (Album, Demo)
- 2007: Nosferathu Sathanis – Promo 2007 (Album, Demo)
- 2008: Nosferathu Sathanis (Album, Black Light Music)
- 2008: Dying Under the Wings of Satan (Album, Kompilation, Black Light Music)
- 2017: Necrophobic Rituals (Album, Northern Fog Records)